# Западно-Сибирский артезианский бассейн
Западно-Сибирский артезианский бассейн (также Западно-сибирская артезианская область) — крупнейший в мире («неестественно большой») артезианский бассейн площадью 3 миллиона квадратных километров, расположенный на территории Западно-Сибирской равнины. Бассейн включает два гидрогеологических этажа, разделённых толщей (местами более 800 м) глинистых осадков, выпавших на морское дно в эпохи верхнего мела — эоцена. Обширные нефтегазовые запасы Западной Сибири непосредственно связаны с водоносными комплексами нижнего этажа бассейна.

## Геология
Водоносные слои бассейна образованы осадочными отложениями мезо- и кайнозоя и породами складчатого фундамента Западно-Сибирской плиты. Водоносные комплексы мезо-кайнозоя погружаются и утолщаются к центральной части бассейна с ухудшением фильтрационных свойств.

### Верхний этаж
Водоносные комплексы верхнего этажа образованы осадками олигоцена, неогена (в южной части бассейна) и антропогена. Подземные воды на этом этаже поддерживаются активным водообменом, связанным с климатом и гидрографической сетью на поверхности. Центральные и северные части этажа содержат в основном пригодную для водоснабжения пресную воду с минерализацией до 1,0 г/л (в основном HCO3—Ca, HCO3—NaCa), южнее 55° северной широты процесс континентального засоления приводит к минерализации до 10—15 г/л и более разнообразному химическому составу.

### Нижний этаж
Водоносные комплексы нижнего этажа образованы отложениями мелового и юрского периодов, а также приповерхностной частью фундамента. Подземные воды второго этажа выходят на поверхность только на краях бассейна, в частности, в Обь-Енисейском междуречье — именно отсюда пополняются запасы подземных вод. Пресная вода, пригодная для водоснабжения, распространяется в глубину до нескольких сотен метров (в Томской области до 1200 м). Условия водообмена ухудшаются и минерализация растёт по направлению к центру бассейна из-за погружения слоёв и увеличения их глинистости.
Внутри бассейна воды нижнего этажа лежат на глубине более километра, и могут самоизливаться и фонтанировать при вскрытии водоносных слоёв скважинами. Эти области характеризуются высокой минерализацией Cl—Na, Cl—Ca—Na, доходящей до 20—30 г/л, а в юрских отложениях и фундаменте плиты на северо-западе от Томска и до 80 г/л (на глубине 2,5 километра). Высокоминерализованные воды в районах Тобольска и Сургута часто содержат также до 30—40 мг/л йода и до 150—200 мг/л брома (и более), температура в Малом Атлыме и Тобольске на глубине 2500—3000 м достигает 100—150 °C.

## Изучение
Исследования бассейна начались в конце XIX века в связи с прокладкой Сибирской железной дороги и деятельностью Переселенческого управления. Подробное изучение происходило во второй половине XX века в процессе разведки нефтегазовых месторождений и освоения целины.

## Ресурсы
Ресурсы вод бассейна составляют:
- естественные: около 4800 м³/с;
- эксплуатационные ресурсы (расположенные южнее 60° северной широты): 1200 м³/с.

В центре и на севере Западно-Сибирской артезианской области расположен Западно-Сибирский нефтегазоносный бассейн. Пластовые и трещинные воды нефтегазоносного бассейна находятся под высоким давлением — от менее чем 20 до более чем 40—45 МПа.